# Nora Cuevas
María Nora Cuevas Contreras (Santiago, 4 de enero de 1959) es una relacionadora pública y política chilena, miembro del partido Unión Demócrata Independiente (UDI). Desde el 5 de agosto de 2020 hasta el 11 de marzo de 2022 ejerció como diputada por el distrito N.° 14, designada por su partido en reemplazo de Jaime Bellolio. Fue  alcaldesa de la comuna de San Bernardo entre 2008 y 2020. Antes se desempeñó como concejala por la misma comuna entre 2000 y 2008.

## Biografía
Hija de Nora Hilda Contreras Quiroz, y del médico, Raúl Alfredo Cuevas Palma, político miembro del Partido Liberal (PL), alcalde de San Bernardo entre los años 1963 y 1967 y concejal de la misma comuna entre 1992 y 1996. Está casada con su primo Jean Yves Gautier Contreras, de su primer matrimonio tiene 2 hijos; Franco y Karina.
Cursó sus estudios de enseñanza básica y media en el colegio Inmaculada Concepción de San Bernardo, para posteriormente ingresar a estudiar pedagogía en biología en la Universidad de Chile. Finalmente se tituló de relacionadora pública en la Escuela Nacional de Relaciones Públicas.

## Trayectoria profesional
Trabajó durante 16 años en la Universidad Central de Chile como jefa de Bienestar.

## Carrera política
Comenzó su carrera política al ser candidata a concejala por la comuna de San Bernardo en las elecciones municipales de 1996, no siendo elegida. Luego para las elecciones municipales de 2000 volvió a postular al cargo de concejala, resultando elegida, y repitiendo el resultado para las elecciones municipales de 2004.
Para las elecciones municipales de 2008 fue candidata a alcaldesa por la misma comuna, siendo elegida con el 41,6% de los sufragios. Y siendo dos veces reelecta.
Como alcaldesa impulso el renacimiento de San Bernardo como la sede nacional del folclor chileno.
Durante las elección presidencial de Chile de 2017, Cuevas se encargó de la vocería del candidato presidencial José Antonio Kast, exmilitante de la Unión Demócrata Independiente, ocupándose de los temas sociales, municipales y de vivienda para la campaña del candidato.
El 31 de julio de 2020 fue designada por la directiva de la UDI para reemplazar en la Cámara de Diputados a Jaime Bellolio, quien había asumido como ministro Secretario General de Gobierno. Juró en el cargo el 5 de agosto, pasando a integrar las comisiones permanentes de Derechos Humanos y Pueblos Originarios; Familia; Deportes y Recreación; y Mujeres y Equidad de Género. En diciembre de dicho año, Cuevas fue la patrocinadora junto a otros nueve parlamentarios en enviar el proyecto de ley para tipificar el robo de madera dentro del ordenamiento jurídico chileno.
En noviembre de 2021, el actual alcalde de San Bernardo, Christopher White, presentó una querella en contra de Cuevas y Jorge Antonio Ruiz, exsecretario general de la Corporación de Educación de San Bernardo, por fraude al fisco, malversación de recursos públicos y desfalco. Esto, luego de que los mencionados no utilizaron más de $9 mil millones de fondos destinados al Subvención Escolar Preferencial (SEP), montos cuyo destino no han detallado ni han reintegrado.

## Historial electoral

### Elecciones municipales de 2004
- Elecciones municipales de 2004, para concejales de San Bernardo[13]

### Elecciones municipales de 2008
- Elecciones municipales de 2008, para la alcaldía de San Bernardo.[14]

### Elecciones municipales de 2012
- Elecciones municipales de 2012, para la alcaldía de San Bernardo.[15]

### Elecciones municipales de 2016
- Elecciones municipales de 2016, para la alcaldía de San Bernardo.[16]